# Mark Latham
Pour les articles homonymes, voir Latham (homonymie).

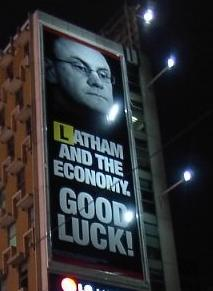
Mark Latham

Mark William Latham, dit Mark Latham, est un homme politique australien, né le 28 février 1961 à Sydney.

## Biographie
Il a grandi dans la banlieue de Green Valley, près de Liverpool à l'ouest de Sydney dans l'État de Nouvelle-Galles du Sud. Il a fréquenté l'école d'État d'Ashcroft puis le lycée agricole d'Hurlstone pour enfin obtenir une licence de sciences économiques avec les honneurs à l'Université de Sydney en 1982.
Avant d'entrer au parlement, il a été le conseiller politique de Gough Whitlam et de Bob Carr. Entre 1987 et 1994, il a été conseiller municipal de Liverpool et y a exercé la fonction de maire entre 1991 et 1994.
Il a été élu au parlement fédéral comme candidat travailliste dans la circonscription de Werriwa en janvier 1994, et réélu à ce poste en mars 1996, octobre 1998 et novembre 2001. Il a été promu au Shadow Ministry, le ministère de l'opposition, au 22 novembre 2001. Il a été le chef de file du parti travailliste du 2 décembre 2003 au 18 janvier 2005. Latham lors a décidé de se démettre de sa position du leader du parti travailliste et de son mandat de député. Officiellement Latham souhaite se retirer de la politique pour des raisons médicales : il souffre d'une pancréatite ; néanmoins la lourde défaite du Labor lors des législatives du 9 octobre 2004 n'est pas étrangère à son retrait.